# 올해의 인물
올해의 인물은 여러 매체에서 한 해에 뛰어난 업적을 지닌 사람에게 주어지는 칭호이다.

## 목록
- 타임 올해의 인물
- 주간조선 올해의 인물
- 동아일보 올해의 인물

## 같이 보기
- 올해의 선수